# لوري سان مارتن
لوري سان مارتن (بالإنجليزية: Lori Saint-Martin)‏ (1959، أونتاريو في كندا)؛ أستاذة جامعية، مترجمة وروائية كندية.